# Лянчин
Лянчин (крим. Lânçin) — маловодна річка в Україні у Білогірському районі Автономної Республіки Крим, на Кримському півострові. Ліва притока річки Буюк-Карасу (басейн Азовського моря).

## Опис
Довжина річки 19 км, площа басейну водозбору 38,6 км², найкоротша відстань між витоком і гирлом — 14,78 км, коефіцієнт звивистості річки — 1,29. Формується багатьма безіменними струмками та загатами.

## Розташування
Бере початок на південно-західній стороні від села Пчолине (до 1945 року — Куртлук, крим. Qurtluq, рос. Пчелиное) на відстані приблизно 2,8 км між сівшими відрогами Карабі-Яйла. Тече переважно на північний схід через урочища Пассалан, Коятан і на південній стороні від міста Білогірськ (до 1944 року — Карасубаза́р, крим. Qarasuvbazar) впадає в річку Буюк-Карасу.
Населені пункти вздовж берегової смуги: Новокленове (1945 року — Уч-Коз, крим. Üç Köz), Олександрівка (до 1945 року — Отаркой, крим. Otarköy).

## Цікаві факти
- У минулому столітті вздовж річки існувало багато водяних млинів[6].
- Понад річкою розташовано багато природних джерел, одне з яких джерело Барин[6].